# Alcis angulifera
Alcis angulifera là một loài bướm đêm trong họ Geometridae.